# 9M337 Sosna-R

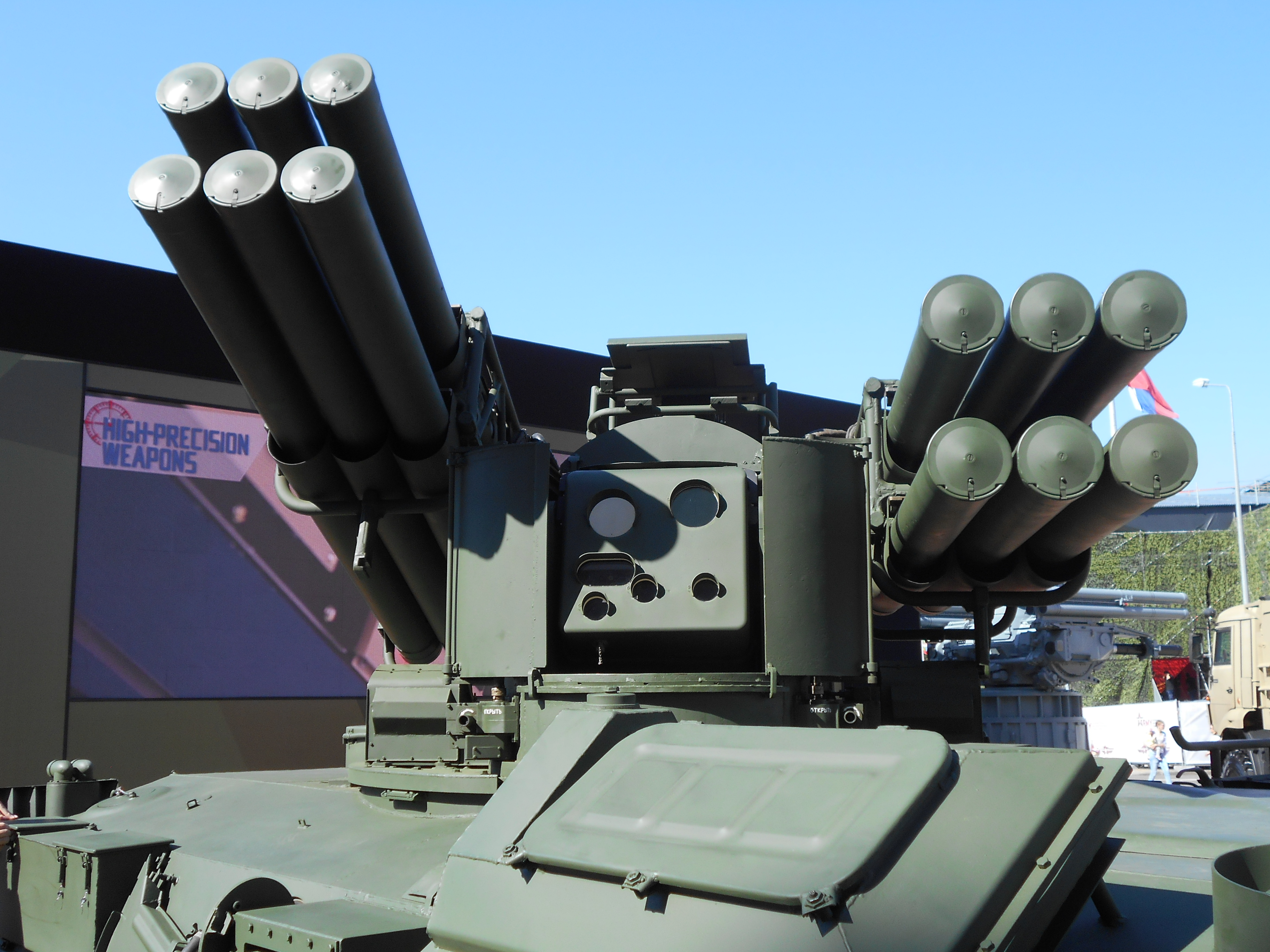
Sosna

9M337 Sosna-R är ett ryskt luftvärnssystem med kort räckvidd, utvecklat av "Nudelman precision engineering design bureau". Sosna kan bekämpa alla typer av luftmål, allt från flygplan och helikoptrar till precisionsvapen som kryssningsrobotar och robotar avfyrade från flygplan, med en maximal räckvidd på 10 kilometer och på höjden nås endast 5 kilometer. Fordonet har två besättningsmän, en förare och en skytt. Robotarna som avfyras uppnår en machhastighet på ca 4. Systemet ersätter SA-13 Gopher Strela-10M, och det är billigare än Tor eller Pantsir-S1.